# Pierre-Simon Laplace
Pierre-Simon Laplace (23 tháng 3 1749 – 5 tháng 3 1827) là một nhà toán học và nhà thiên văn học người Pháp, đã có công xây dựng nền tảng của ngành thiên văn học bằng cách tóm tắt và mở rộng các công trình nghiên cứu của những người đi trước trong cuốn sách 5 tập với tựa đề Mécanique Céleste (Cơ học Thiên thể) (1799-1825). Cuốn sách này đã chuyển đổi các nghiên cứu về cơ học cổ điển mang tính hình học bởi Isaac Newton thành một nghiên cứu dựa trên vi tích phân, được biết đến như là cơ học (vật lý).
Ông cũng là người đầu tiên đưa ra phương trình Laplace. Biến đổi Laplace xuất hiện trong tất cả các ngành toán lý — một ngành mà ông là một trong những người sáng lập. Toán tử Laplace, được sử dụng nhiều trong toán học ứng dụng, được đặt theo tên ông.
Ông trở thành bá tước của Đế chế Pháp thứ nhất vào năm 1806 và được phong hầu tước và năm 1817 sau sự khôi phục của nhà Bourbon.

## Tiểu sử
Pierre Simon Laplace được sinh ra ở Beaumont-en-Auge, Normandy, là con của một gia đình nông dân, sự giáo dục của ông được tài trợ bởi một số hàng xóm giàu có nhờ khả năng học vượt trội của ông. Được một lá thư giới thiệu cho d'Alembert, ông đến Paris để thử vận may. Một bài báo về các định luật cơ học đã làm d'Alembert chú ý, và ông giới thiệu một chỗ trong trường quân sự cho Laplace.
Có được một chỗ, Laplace bây giờ dốc toàn sức vào các nghiên cứu của bản thân, và trong 17 năm kế tiếp, 1771-1787, ông đã sản sinh ra hầu hết các nghiên cứu mới của riêng ông trong thiên văn học. Các công trình này bắt đầu bằng một luận án, đọc trước Viện Hàn lâm Khoa học Pháp (Académie des Sciences) vào năm 1773, trong đó ông đã chỉ ra được chuyển động của các thiên thể là ổn định, chi tiết đến lập phương của độ lệch tâm và góc nghiêng. Công trình này được theo sau bởi một số bài báo khác trong vi tích phân, sai số hữu hạn, phương trình vi phân, và thiên văn học.
Laplace có một kiến thức sâu rộng trong nhiều lĩnh vực khoa học và có ảnh hưởng lớn trong các cuộc thảo luận của Viện hàn lâm.
Laplace trải hầu hết cuộc đời làm việc trong ngành thiên văn học mà ông tích lũy lại được trong chứng minh về sự cân bằng động của Thái dương hệ với giả sử rằng chúng chỉ là một nhóm các vật rắn di chuyển trong chân không. Một mình ông thiết lập nên giả thuyết nebular và là một trong những khoa học gia đầu tiên đưa giả thuyết về sự tồn tại của lỗ đen và khái niệm sụp đổ trọng lực.
Ông được nhớ đến như là một nhà khoa học lỗi lạc (đôi khi được nhắc đến như là một Newton của Pháp) với một tài năng toán học tự nhiên mà không một ai cùng thời với ông sánh được. Anders Johan Lexell ghé thăm Viện Hàn lâm Khoa học Pháp ở Paris vào năm 1780-81 và kể lại rằng Laplace muốn người ta biết đến ông như là nhà toán học lỗi lạc nhất nước Pháp.

## Chức vụ và tước hiệu
Napoleon đã bổ nhiệm Laplace vào chức Bộ trưởng Bộ nội vụ vào năm 1799, phong hiệu Bá Tước (năm 1806), Hầu tước (1807) và cương vị chủ tịch Viện Hàn lâm Khoa học Pháp cũng vào năm đó.

## Các câu nói
- "Những điều ta biết không nhiều. Những điều ta không biết thật vô hạn."
- "Tôi không cần đến giả thiết đó." (Je n'avais pas besoin de cette hypothèse-là). — là câu đáp lại Napoleon, người đã hỏi ông tại sao không nói đến Chúa trong cuốn sách về thiên văn).
- "Do đó hiển nhiên là..." (thường được dùng trong quyển Mécanique Céleste khi ông đã chứng minh được một điều gì nhưng lại quên mất phần lý luận đó, hoặc thấy nó lủng củng. Một dấu hiệu cho sự thật hiển nhiên, nhưng khó chứng minh.)
- "Bằng chứng của một phát biểu kì quặc phải có trọng lượng tỉ lệ với độ lạ lùng của nó." (được biết đến với tên gọi Nguyên lý Laplace).